# Neffiès
Neffiès [ne.fiɛs] (en occitan Nefiès [ne.'fiɛs]) est une commune française située dans le centre du département de l'Hérault (34), en région Occitanie. Le village est situé à proximité de Pézenas.
Exposée à un climat méditerranéen, elle est drainée par le ruisseau de Bayèle et par divers autres petits cours d'eau. La commune possède un patrimoine naturel remarquable : un site Natura 2000 (« le Salagou ») et une zone naturelle d'intérêt écologique, faunistique et floristique.
Neffiès est une commune rurale qui compte 1 018 habitants en 2022, après avoir connu une forte hausse de la population depuis 1975. Ses habitants sont appelés les Neffiessois et Neffiessoises.

## Géographie

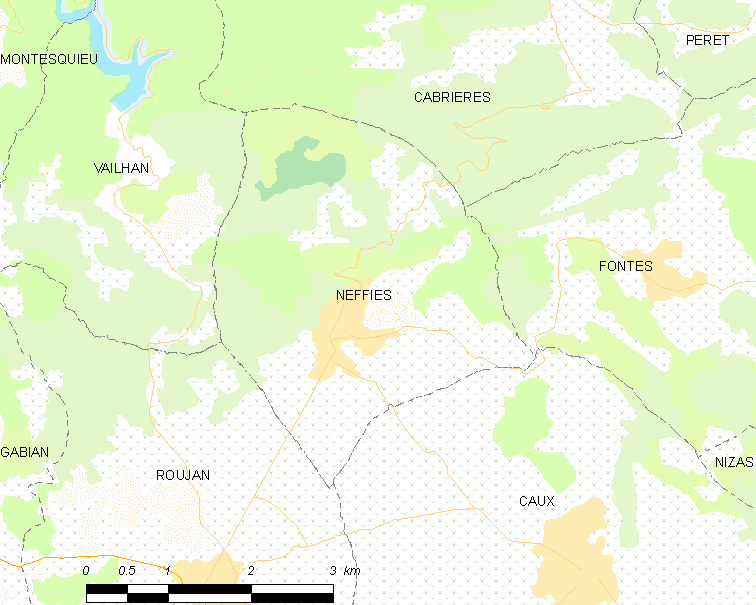
Carte

Neffiès est un petit village situé dans le département de l'Hérault (34), plus précisément à proximité de villes comme Pézenas (15 km) et Béziers (30 km).

### Communes limitrophes
| Vailhan (3.13 / 5,55 km) Montesquieu (5.41 / 14,33 km) Faugères (11.84 / 16,87 km) Caussiniojouls (14.47 / 20,97 km) | Lodève (21.92 / 42,83 km) Celles (14.20 / 31,78 km)             | Mourèze (9.65 / 18,46 km) Cabrières (5.59 / 9,59 km) Péret (7.03 / 12,99 km) Fontès (4.10 / 6,12 km) |
| Saint-Étienne-d'Albagnan (38.30 / 51,71 km)                                                                          | Neffiès                                                         | Adissan (7.78 / 10,39 km)                                                                            |
| Laurens (11.05 / 15,29 km) Gabian (5.35 / 7,33 km) Roujan (3.51 / 3,63 km)                                           | Alignan-du-Vent (7.21 / 8,98 km) Portiragnes (25.65 / 34,95 km) | Nizas (6.55 / 9,43 km) Caux (3.78 / 4,27 km) Tourbes (10.74 / 13,97 km)                              |

### Climat
Pour des articles plus généraux, voir Climat de l'Occitanie et Climat de l'Hérault.
En 2010, le climat de la commune est de type climat méditerranéen franc, selon une étude s'appuyant sur une série de données couvrant la période 1971-2000. En 2020, Météo-France publie une typologie des climats de la France métropolitaine dans laquelle la commune est exposée à un climat méditerranéen et est dans la région climatique  Provence, Languedoc-Roussillon, caractérisée par une pluviométrie faible en été, un très bon ensoleillement (2 600 h/an), un été chaud (21,5 °C), un air très sec en été, sec en toutes saisons, des vents forts (fréquence de 40 à 50 % de vents > 5 m/s) et peu de brouillards.
Pour la période 1971-2000, la température annuelle moyenne est de 14,1 °C, avec une amplitude thermique annuelle de 16,1 °C. Le cumul annuel moyen de précipitations est de 742 mm, avec 6,5 jours de précipitations en janvier et 2,2 jours en juillet. Pour la période 1991-2020, la température moyenne annuelle observée sur la station météorologique la plus proche, située sur la commune de Roujan à 4 km à vol d'oiseau, est de 14,7 °C et le cumul annuel moyen de précipitations est de 577,8 mm,. Pour l'avenir, les paramètres climatiques de la commune estimés pour 2050 selon différents scénarios d'émission de gaz à effet de serre sont consultables sur un site dédié publié par Météo-France en novembre 2022.

### Milieux naturels et biodiversité

#### Réseau Natura 2000

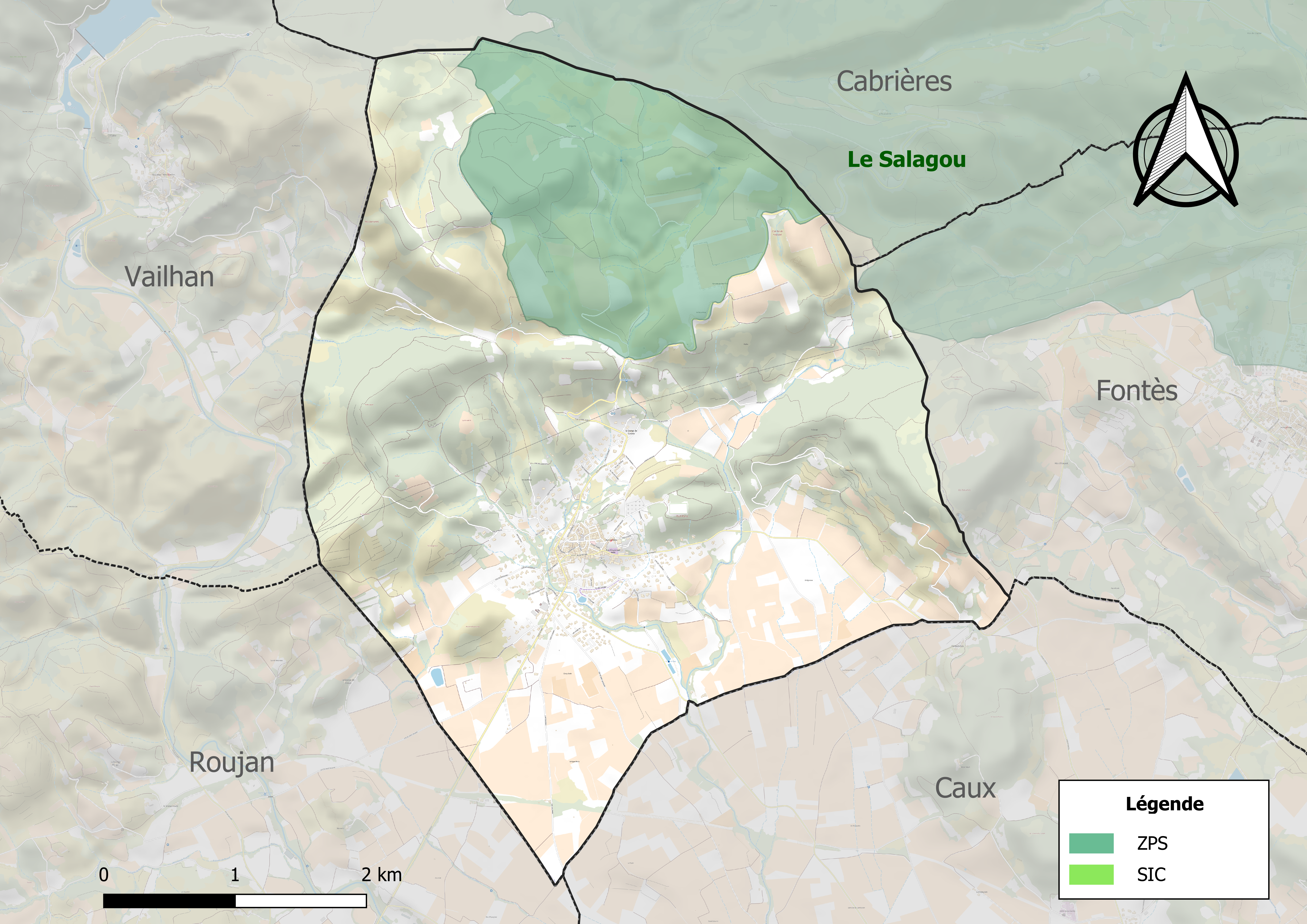
Sites Natura 2000 sur le territoire communal.

Le réseau Natura 2000 est un réseau écologique européen de sites naturels d'intérêt écologique élaboré à partir des directives habitats et oiseaux, constitué de zones spéciales de conservation (ZSC) et de zones de protection spéciale (ZPS).
Un site Natura 2000 a été défini sur la commune au titre  de la directive oiseaux : « le Salagou », d'une superficie de 12 794 ha, effectuant la transition entre la plaine languedocienne et les premiers contreforts de la montagne Noire et du Larzac. Outre l'aigle de Bonelli, trois autres espèces d'oiseaux ont également été prises en compte dans la délimitation de la ZPS, l'Outarde canepetière, le Blongios nain et le Busard cendré.

#### Zones naturelles d'intérêt écologique, faunistique et floristique

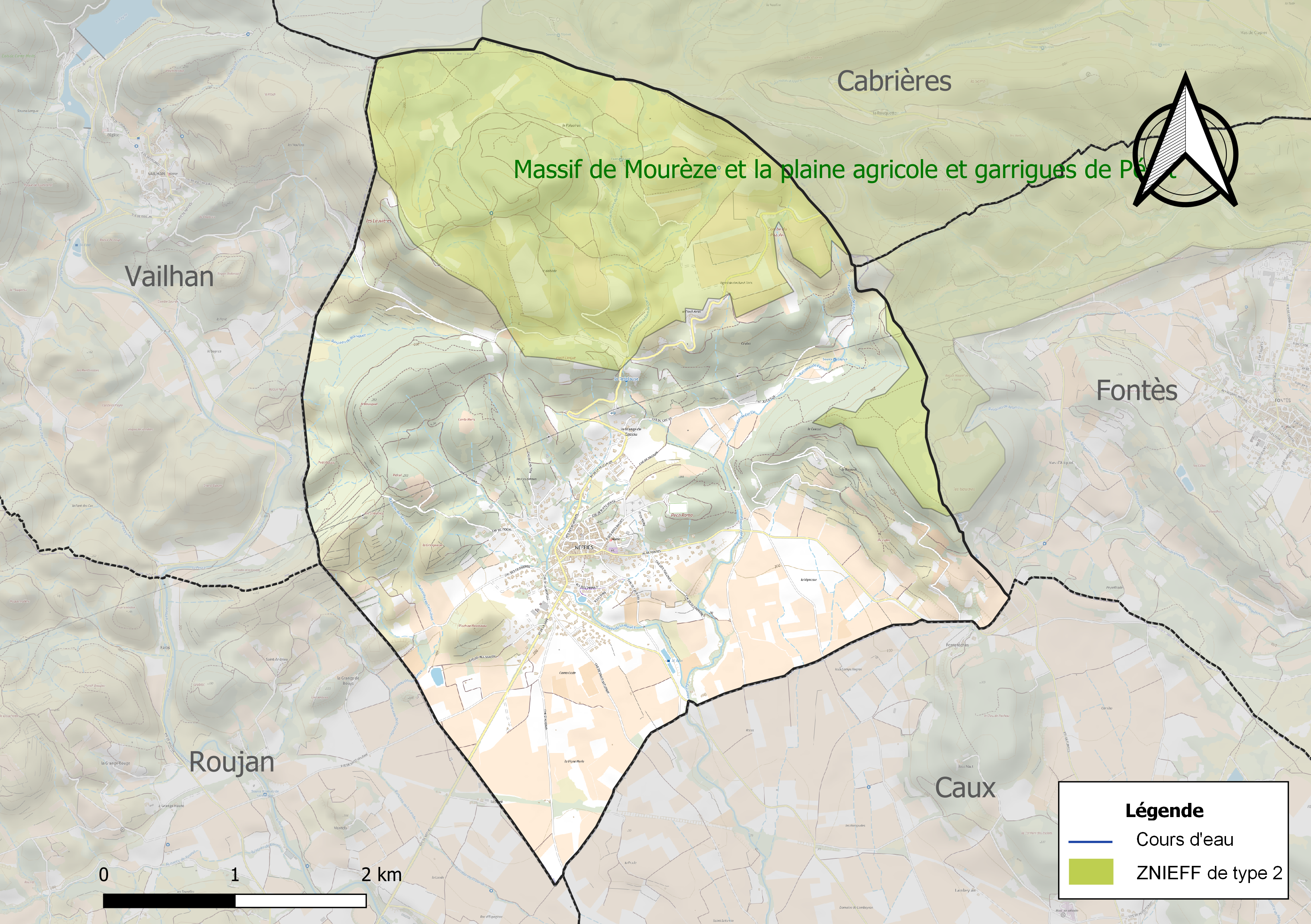
Carte de la ZNIEFF de type 2 localisée sur la commune.

L’inventaire des zones naturelles d'intérêt écologique, faunistique et floristique (ZNIEFF) a pour objectif de réaliser une couverture des zones les plus intéressantes sur le plan écologique, essentiellement dans la perspective d’améliorer la connaissance du patrimoine naturel national et de fournir aux différents décideurs un outil d’aide à la prise en compte de l’environnement dans l’aménagement du territoire.
Une ZNIEFF de type 2 est recensée sur la commune :
le « massif de Mourèze et la plaine agricole et garrigues de Péret » (8 126 ha), couvrant 13 communes du département.

## Urbanisme

### Typologie
Au 1er janvier 2024, Neffiès est catégorisée bourg rural, selon la nouvelle grille communale de densité à sept niveaux définie par l'Insee en 2022.
Elle est située hors unité urbaine et hors attraction des villes,.

### Occupation des sols
L'occupation des sols de la commune, telle qu'elle ressort de la base de données européenne d’occupation biophysique des sols Corine Land Cover (CLC), est marquée par l'importance des forêts et milieux semi-naturels (53,6 % en 2018), une proportion sensiblement équivalente à celle de 1990 (54 %). La répartition détaillée en 2018 est la suivante : 
milieux à végétation arbustive et/ou herbacée (36,4 %), cultures permanentes (34,4 %), forêts (17,2 %), zones urbanisées (7 %), zones agricoles hétérogènes (5 %). L'évolution de l’occupation des sols de la commune et de ses infrastructures peut être observée sur les différentes représentations cartographiques du territoire : la carte de Cassini (XVIIIe siècle), la carte d'état-major (1820-1866) et les cartes ou photos aériennes de l'IGN pour la période actuelle (1950 à aujourd'hui).

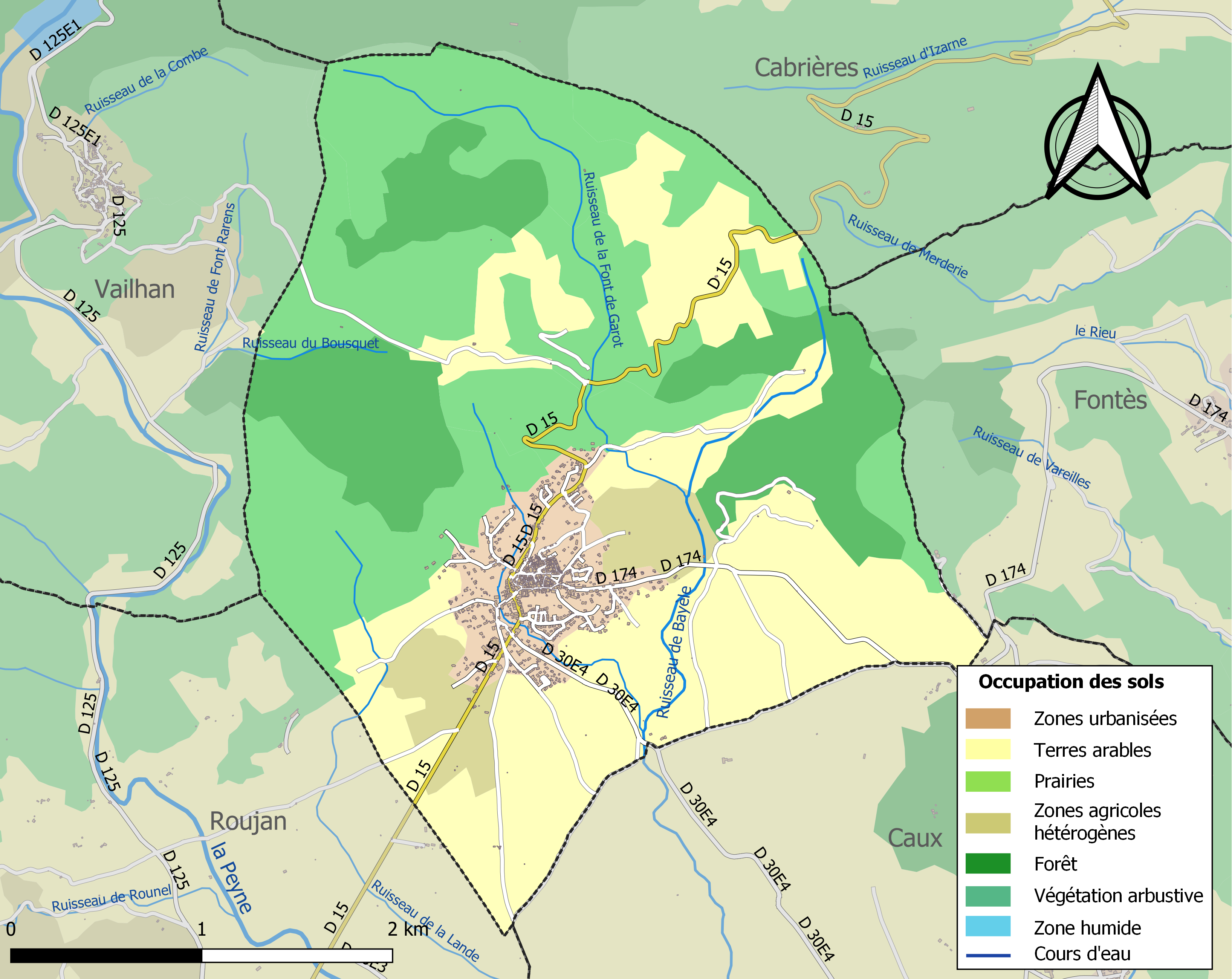
Carte des infrastructures et de l'occupation des sols de la commune en 2018 (CLC).

### Risques majeurs
Le territoire de la commune de Neffiès est vulnérable à différents aléas naturels : météorologiques (tempête, orage, neige, grand froid, canicule ou sécheresse), feux de forêts et séisme (sismicité faible). Il est également exposé à deux risques particuliers : le risque minier et le risque de radon. Un site publié par le BRGM permet d'évaluer simplement et rapidement les risques d'un bien localisé soit par son adresse soit par le numéro de sa parcelle.

#### Risques naturels
Neffiès est exposée au risque de feu de forêt. Un plan départemental de protection des forêts contre les incendies (PDPFCI) a été approuvé en juin 2013 et court jusqu'en 2022, où il doit être renouvelé. Les mesures individuelles de prévention contre les incendies sont précisées par deux arrêtés préfectoraux et s’appliquent dans les zones exposées aux incendies de forêt et à moins de 200 mètres de celles-ci. L’arrêté du 25 avril 2002 réglemente l'emploi du feu en interdisant notamment d’apporter du feu, de fumer et de jeter des mégots de cigarette dans les espaces sensibles et sur les voies qui les traversent sous peine de sanctions. L'arrêté du 11 mars 2013 rend le débroussaillement obligatoire, incombant au propriétaire ou ayant droit,.

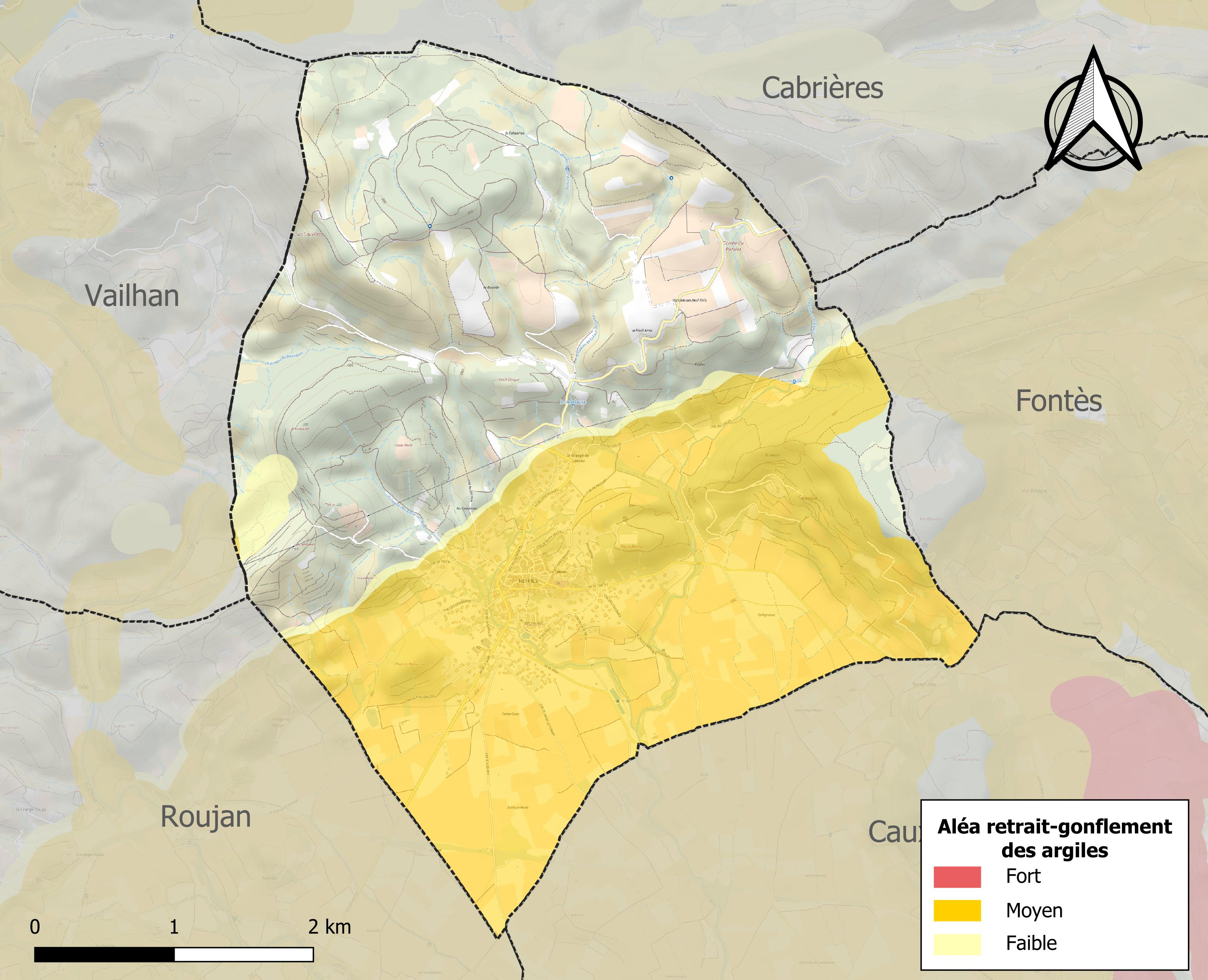
Carte des zones d'aléa retrait-gonflement des sols argileux de Neffiès.

Le retrait-gonflement des sols argileux est susceptible d'engendrer des dommages importants aux bâtiments en cas d’alternance de périodes de sécheresse et de pluie. 45,4 % de la superficie communale est en aléa moyen ou fort (59,3 % au niveau départemental et 48,5 % au niveau national). Sur les 654 bâtiments dénombrés sur la commune en 2019, 651 sont en aléa moyen ou fort, soit 100 %, à comparer aux 85 % au niveau départemental et 54 % au niveau national. Une cartographie de l'exposition du territoire national au retrait gonflement des sols argileux est disponible sur le site du BRGM,.
Par ailleurs, afin de mieux appréhender le risque d’affaissement de terrain, l'inventaire national des cavités souterraines permet de localiser celles situées sur la commune.
La commune a été reconnue en état de catastrophe naturelle au titre des dommages causés par les inondations et coulées de boue survenues en 1982, 1986, 1996, 2003 et 2019. 

#### Risque particulier
L’étude Scanning de Géodéris réalisée en 2008 a établi pour le département de l’Hérault une identification rapide des zones de risques miniers liés à l’instabilité des terrains.  Elle a été complétée en 2015 par une étude approfondie sur les anciennes exploitations minières du bassin houiller de Graissessac et du district polymétallique de Villecelle. La commune est ainsi concernée par le risque minier, principalement lié à l’évolution des cavités souterraines laissées à l’abandon et sans entretien après l’exploitation des mines.
Dans plusieurs parties du territoire national, le radon, accumulé dans certains logements ou autres locaux, peut constituer une source significative d’exposition de la population aux rayonnements ionisants. Certaines communes du département sont concernées par le risque radon à un niveau plus ou moins élevé. Selon la classification de 2018, la commune de Neffiès est classée en zone 3, à savoir zone à potentiel radon significatif.

## Toponymie
La commune a été connue sous les variantes : castrum Nefiani (990), castro de Nefiano (1123), castro de Nefiano (1262), Neffies (1571) etc.
Étymologie obscure. Il pourrait s'agir d'un domaine gallo-romain avec le suffixe -anum, mais on ne connait pas d'anthroponyme susceptible d'avoir servi de thème à ce nom..

## Histoire
Neffiès apparait pour la première fois dans une charte latine datée de 990. Neffiès apparaît sous la forme castrum Nifiani. On trouve la dénomination de Nifianis vers 1059, suivie de Nefiano, Nephianis, Nefianis et Neffianis du XIIe au XIVe siècle, Nefianais en 1323, Neffianis en 1344, Nefias et Neffias en 1401, Neffies dès 1571, Neffiès en 1708, indifféremment Neffiès ou Neffiez au XVIIIe siècle, la graphie Neffiès ne se fixant qu'au XIXe siècle.

### Héraldique
|  | Les armoiries de Neffiès se blasonnent ainsi : « De sable au pairle losangé d'or et d'azur. » |

## Politique et administration

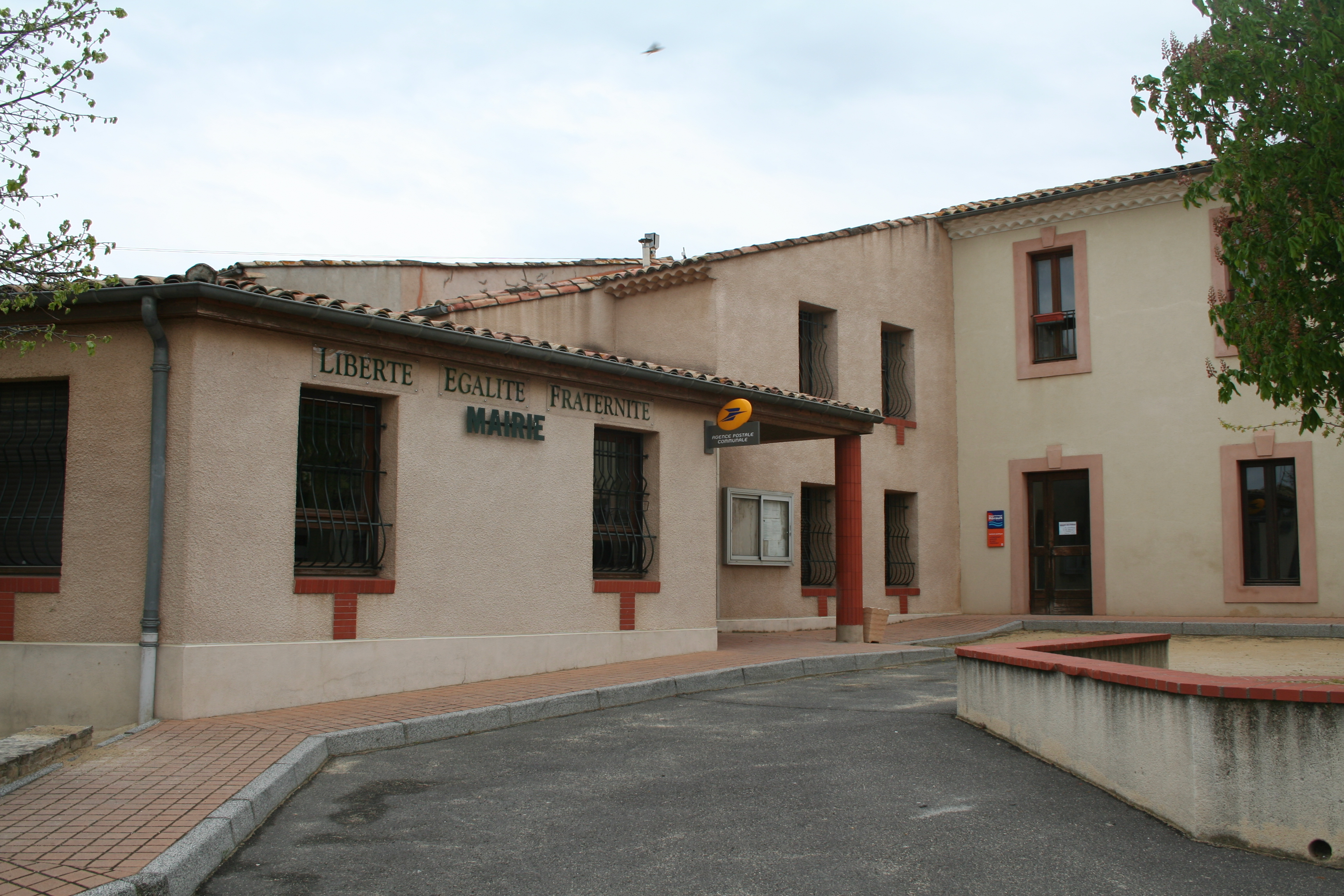
La mairie de Neffiès.

| Période        | Période                  | Identité              | Étiquette | Qualité     |
| -------------- | ------------------------ | --------------------- | --------- | ----------- |
| 1947           | 1953                     | Joseph Béziat         |           |             |
| 1953           | 1959                     | Auguste Roudier       |           |             |
| 1959           | 1969                     | Albert Pages          |           |             |
| 1969           | 1977                     | Paul Clergue          |           |             |
| 1977           | juillet 1981 (démission) | Jean Platet           | PC        | Instituteur |
| septembre 1981 | mars 2001                | Charles Carriere      |           |             |
| mars 2001      | juin 2020                | Jean-Marie Guilhaumon | DVD       | Artisan     |
| juin 2020      | En cours                 | David Astruc,         |           | Vigneron    |

## Démographie
L'évolution du nombre d'habitants est connue à travers les recensements de la population effectués dans la commune depuis 1793. Pour les communes de moins de 10 000 habitants, une enquête de recensement portant sur toute la population est réalisée tous les cinq ans, les populations de référence des années intermédiaires étant quant à elles estimées par interpolation ou extrapolation. Pour la commune, le premier recensement exhaustif entrant dans le cadre du nouveau dispositif a été réalisé en 2005.

En 2022, la commune comptait 1 018 habitants, en évolution de −4,14 % par rapport à 2016 (Hérault : +7,49 %, France hors Mayotte : +2,11 %).
| 1793 | 1800 | 1806  | 1821 | 1831  | 1836 | 1841  | 1846  | 1851 |
| ---- | ---- | ----- | ---- | ----- | ---- | ----- | ----- | ---- |
| 829  | 877  | 1 084 | 975  | 1 010 | 965  | 1 004 | 1 021 | 958  |

| 1856 | 1861  | 1866  | 1872  | 1876  | 1881 | 1886 | 1891 | 1896 |
| ---- | ----- | ----- | ----- | ----- | ---- | ---- | ---- | ---- |
| 960  | 1 002 | 1 050 | 1 129 | 1 045 | 879  | 830  | 880  | 957  |

| 1901  | 1906  | 1911  | 1921  | 1926 | 1931 | 1936 | 1946 | 1954 |
| ----- | ----- | ----- | ----- | ---- | ---- | ---- | ---- | ---- |
| 1 080 | 1 020 | 1 010 | 1 071 | 991  | 908  | 856  | 766  | 662  |

| 1962 | 1968 | 1975 | 1982 | 1990 | 1999 | 2005 | 2006 | 2010 |
| ---- | ---- | ---- | ---- | ---- | ---- | ---- | ---- | ---- |
| 642  | 632  | 578  | 563  | 620  | 697  | 813  | 819  | 993  |

| 2015  | 2020  | 2022  | - | - | - | - | - | - |
| ----- | ----- | ----- | - | - | - | - | - | - |
| 1 058 | 1 030 | 1 018 | - | - | - | - | - | - |

## Économie

### Revenus
En 2018, la commune compte 459 ménages fiscaux, regroupant 1 012 personnes. La médiane du revenu disponible par unité de consommation est de 19 960 € (20 330 € dans le département).

### Emploi
|                | 2008   | 2013   | 2018   |
| -------------- | ------ | ------ | ------ |
| Commune        | 11,2 % | 13,4 % | 11,2 % |
| Département    | 10,1 % | 11,9 % | 12 %   |
| France entière | 8,3 %  | 10 %   | 10 %   |

En 2018, la population âgée de 15 à 64 ans s'élève à 581 personnes, parmi lesquelles on compte 71,2 % d'actifs (60 % ayant un emploi et 11,2 % de chômeurs) et 28,8 % d'inactifs,. En  2018, le taux de chômage communal (au sens du recensement) des 15-64 ans est inférieur à celui du département, mais supérieur à celui de la France, alors qu'en 2008 il était supérieur à celui du département.
La commune est hors attraction des villes,. Elle compte 118 emplois en 2018, contre 107 en 2013 et 113 en 2008. Le nombre d'actifs ayant un emploi résidant dans la commune est de 358, soit un indicateur de concentration d'emploi de 32,9 % et un taux d'activité parmi les 15 ans ou plus de 48,2 %.
Sur ces 358 actifs de 15 ans ou plus ayant un emploi, 90 travaillent dans la commune, soit 25 % des habitants. Pour se rendre au travail, 88,6 % des habitants utilisent un véhicule personnel ou de fonction à quatre roues, 0,9 % les transports en commun, 6,3 % s'y rendent en deux-roues, à vélo ou à pied et 4,3 % n'ont pas besoin de transport (travail au domicile).

### Activités hors agriculture

#### Secteurs d'activités
75 établissements sont implantés  à Neffiès au 31 décembre 2019. Le tableau ci-dessous en détaille le nombre par secteur d'activité et compare les ratios avec ceux du département,.
| Secteur d'activité                                                                                        | Commune | Commune | Département |
| Secteur d'activité                                                                                        | Nombre  | %       | %           |
| --- | ------- | ------- | ----------- |
| Ensemble                                                                                                  | 75      |         |             |
| Industrie manufacturière, industries extractives et autres                                                | 9       | 12 %    | (6,7 %)     |
| Construction                                                                                              | 20      | 26,7 %  | (14,1 %)    |
| Commerce de gros et de détail, transports, hébergement et restauration                                    | 12      | 16 %    | (28 %)      |
| Information et communication                                                                              | 3       | 4 %     | (3,3 %)     |
| Activités immobilières                                                                                    | 2       | 2,7 %   | (5,3 %)     |
| Activités spécialisées, scientifiques et techniques et activités de services administratifs et de soutien | 14      | 18,7 %  | (17,1 %)    |
| Administration publique, enseignement, santé humaine et action sociale                                    | 8       | 10,7 %  | (14,2 %)    |
| Autres activités de services                                                                              | 7       | 9,3 %   | (8,1 %)     |

Le secteur de la construction est prépondérant sur la commune puisqu'il représente 26,7 % du nombre total d'établissements de la commune (20 sur les 75 entreprises implantées  à Neffiès), contre 14,1 % au niveau départemental.

#### Entreprises et commerces
Les deux entreprises ayant leur siège social sur le territoire communal qui génèrent le plus de chiffre d'affaires en 2020 sont : 
- A L'escampette, restauration traditionnelle (149 k€)
- Serenidade, autres activités auxiliaires de services financiers, hors assurance et caisses de retraite, n.c.a. (82 k€)

### Agriculture
La commune est dans le « Soubergues », une petite région agricole occupant le nord-est du département de l'Hérault. En 2020, l'orientation technico-économique de l'agriculture  sur la commune est la viticulture.
|               | 1988 | 2000 | 2010 | 2020 |
| ------------- | ---- | ---- | ---- | ---- |
| Exploitations | 106  | 68   | 35   | 24   |
| SAU (ha)      | 546  | 576  | 575  | 348  |

Le nombre d'exploitations agricoles en activité et ayant leur siège dans la commune est passé de 106 lors du recensement agricole de 1988  à 68 en 2000 puis à 35 en 2010 et enfin à 24 en 2020, soit une baisse de 77 % en 32 ans. Le même mouvement est observé à l'échelle du département qui a perdu pendant cette période 67 % de ses exploitations,. La surface agricole utilisée sur la commune a également diminué, passant de 546 ha en 1988 à 348 ha en 2020. Parallèlement la surface agricole utilisée moyenne par exploitation a augmenté, passant de 5 à 15 ha.

## Culture locale et patrimoine

### Lieux et monuments
- Le château ;
- Église Saint-Alban de style gothique du XIIIe siècle. L'édifice est référencé dans la base Mérimée et à l'Inventaire général Région Occitanie[38] ;
- Cave coopérative ;
- Place Paul-Gauffre ;
- Jardin du Curé ;
- Capitelle construite par les enfants de l'école et l'aide des adultes ;
- La Resclauze ;

### Personnalités liées à la commune
- Paul Gauffre (1910-1944), Compagnon de la Libération, mort pour la France le 12 septembre 1944 à Vittel.

## Galerie

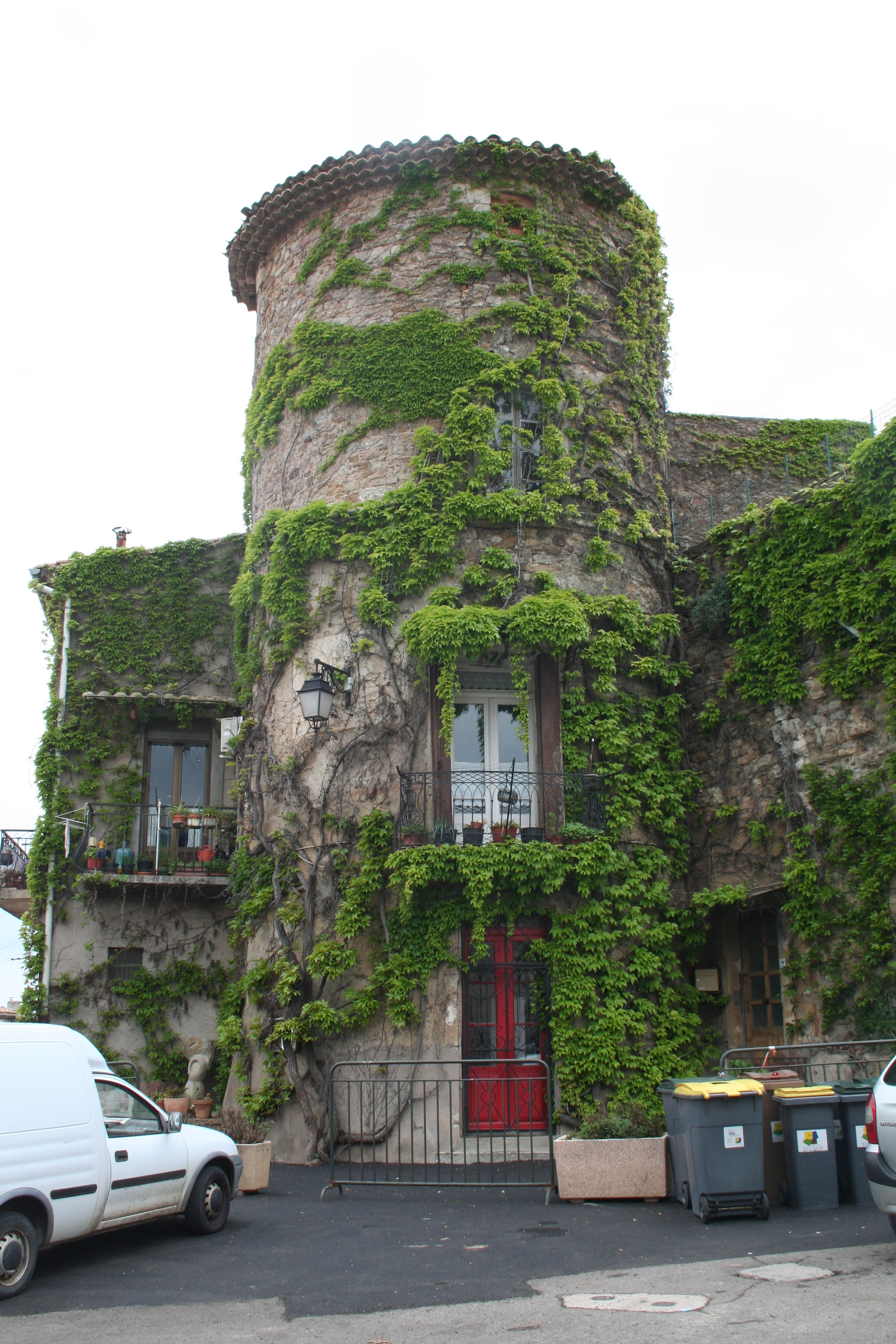
Une des tours du château de Neffiès
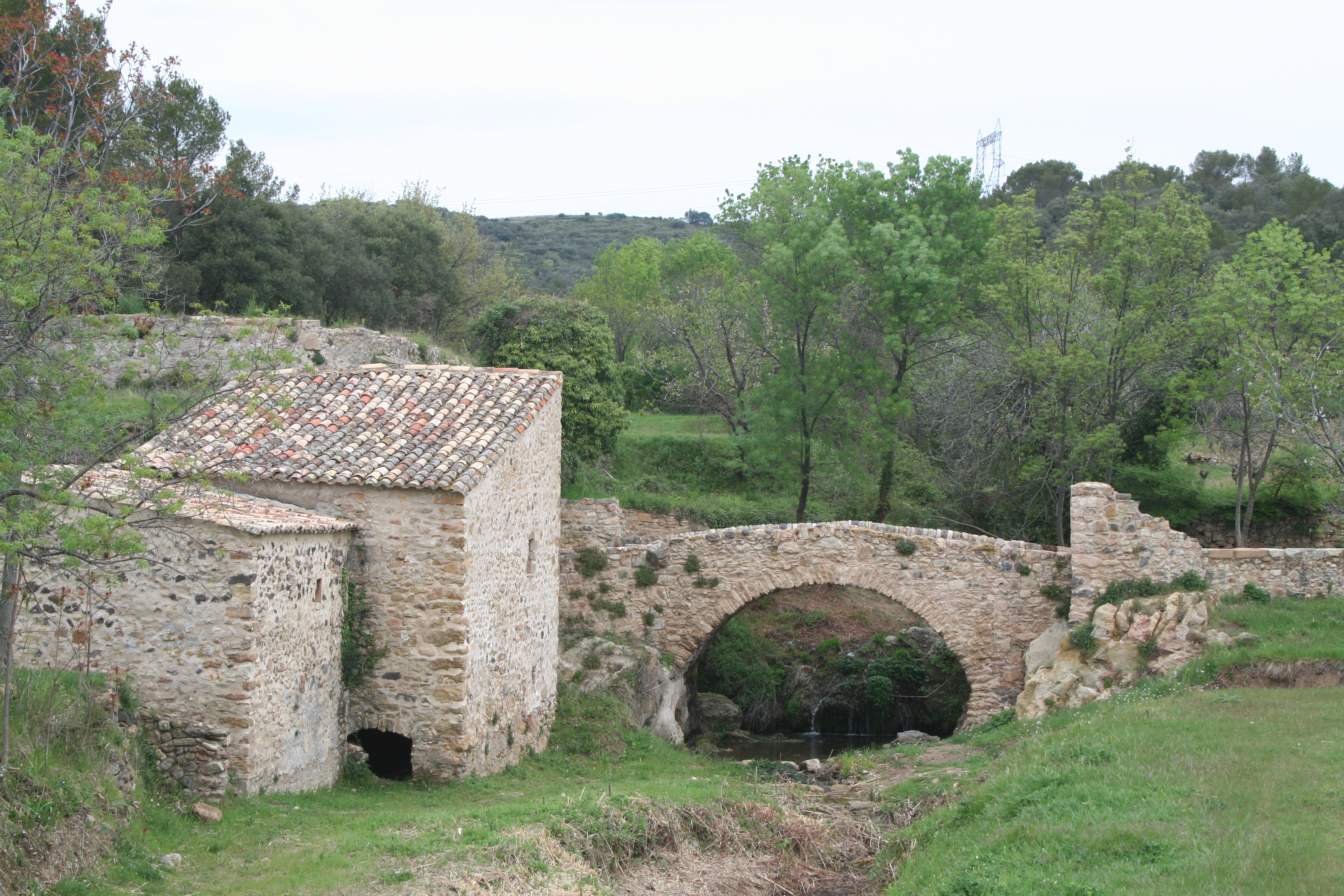
Moulin de Julien (ou Julian selon la tradition orale)
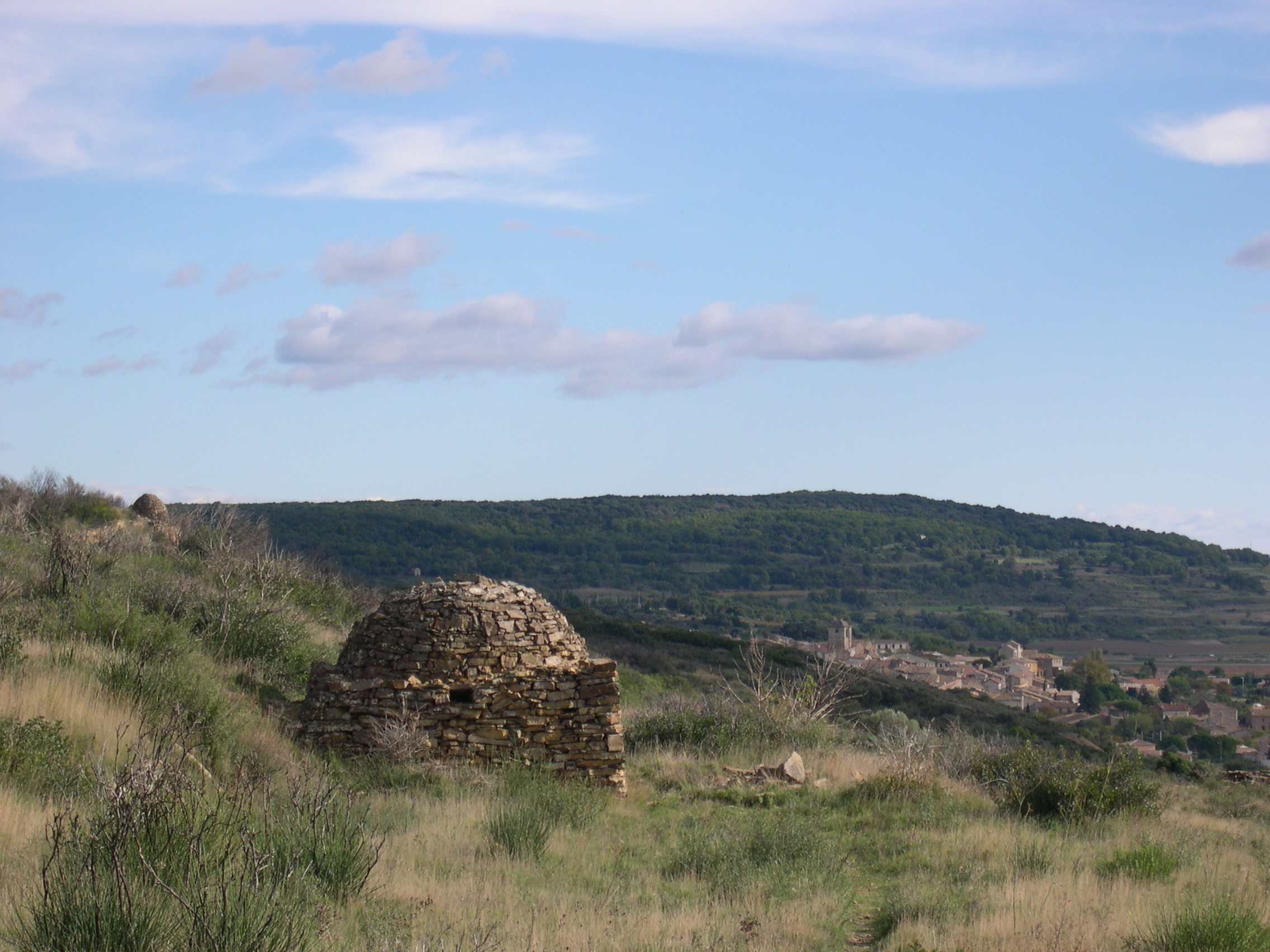
Capitelle au-dessus de Neffiès
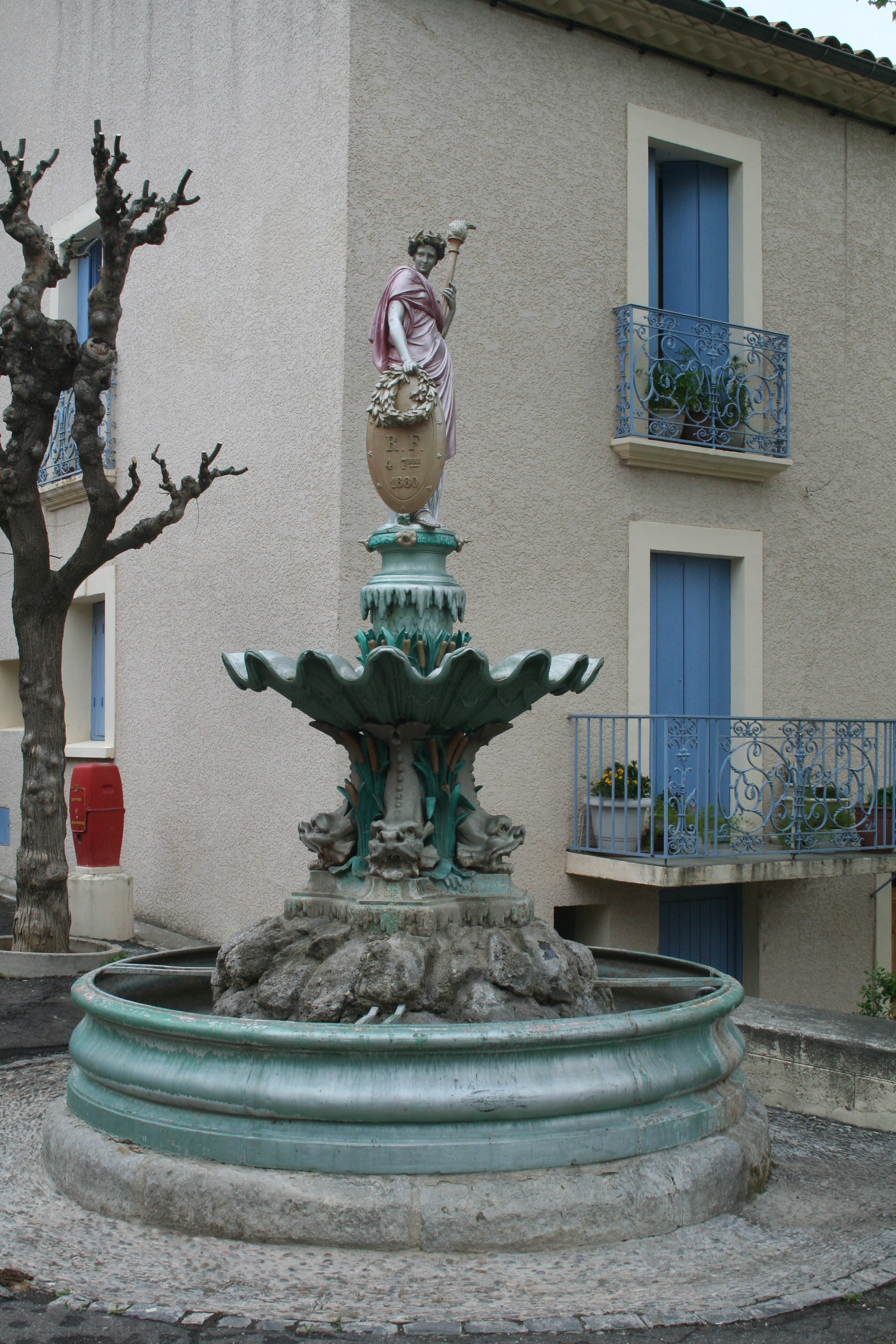
Le Griffe ou la Fontaine à la Marianne
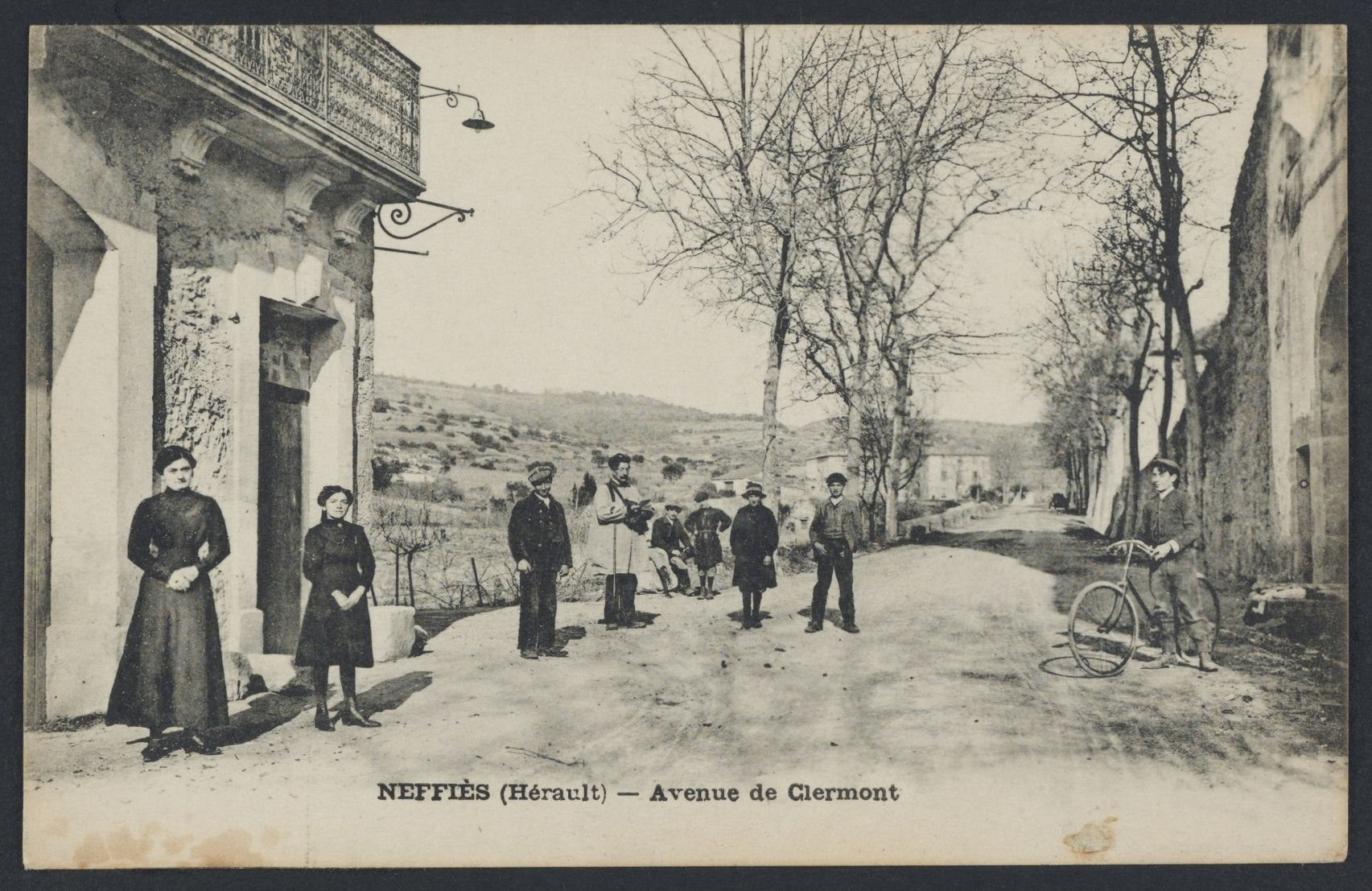
Avenue de Clermont : carte postale (1re moitié du XXe siècle).